# أميرة الملكية للبرتغال

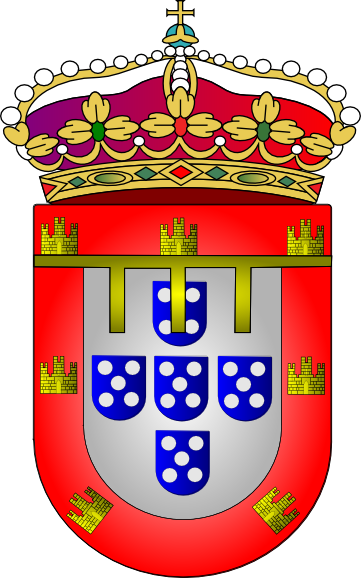

تحتوي هذه القائمة على أميرات الملكيات للبرتغال (أو رسمياً أميرة الملكية للمملكة البرتغال والغرب) منذ عام 1815، سواءً أكان بالزواج أو بالولادة، قد سبق هذا اللقب أميرة البرازيل وأميرة البرتغال.
تم إنشاء اللقب في 1815 عندما رفع الملك جواو السادس (في ذاك الوقت كان الأمير الوصي) وضعية البرازيل من مستعمرة إلى مملكة داخل الوضع الجديد المملكة المتحدة للبرتغال والبرازيل والغرب (مما اضطر إلى إلغاء اللقب أمير البرازيل)؛ وبذلك أصبح اللقب الوريث الأميرة الملكية للبرتغال والبرازيل والغرب، وعندما أعلنت البرازيل استقلالها، تم تغيير اللقب إلى الأميرة الملكية للبرتغال والغرب.
وأيضا يحمل أصحاب هذا اللقب أيضا: دوقة براغانزا، دوقة غيمارايش، دوقة بارسيلوس، ماركيزة فيلا فيسوزا، كونتيسة أرايولوس، كونتيسة أوريم، كونتيسة بارسيلوس، كونتيسة فاريا، كونتيسة نيفا، كونتيسة غيمارايش.

## أميرات ملكيات

### حسب الولادة
ملاحظة:الظل الأزرق الخفيف يعني أن هذا الشخص لم يحمل اللقب بصفة رسمية، بل بكونها الأولى في خط الخلافة بحيث تعتبر وريثة الواضحة فقط، وبعد 1834 كان لأمير الملكي لابد له من يمين الدستورية في البرلمان لكي يحمل اللقب.
| الصورة | الاسم            | وريثة لـ      | الميلاد       | أصبحت الوريثة                                      | توقف عن استخدام اللقب                               | الوفاة        |
| ------ | ---------------- | ------------- | ------------- | -------------------------------------------------- | --------------------------------------------------- | ------------- |
|        | الأميرة جانواريا | ماريا الثانية | 11 مارس 1822  | 28 مايو 1826 أختها أصبحت الملكة الحاكمة            | 23 يونيو 1828 أختها استسلمت لـ عمها                 | 13 مارس 1901  |
|        | ماريا تيريزا     | ميغيل الأول   | 29 أبريل 1793 | 23 يونيو 1828 شقيقها أصبح ملكاً                     | 26 مايو 1834 شقيقها تنازل عن العرش لصالح أبنة شقيقه | 17 يناير 1874 |
|        | الأميرة جانواريا | ماريا الثانية | 11 مارس 1822  | 26 مايو 1834 شقيقتها أصبحت الملكة الحاكمة مرة أخرى | 16 ديسمبر 1837 ميلاد ابن شقيقتها                    | 13 مارس 1901  |

### حسب الزواج
ملاحظة:الظل الأزرق الغامق يعني أن هذا الشخص كانت الأميرة القرينة؛ وفي حين الظل الأزرق الخفيف تعني أن هذه امرأة لم تكن أميرة القرينة بسبب زواج مرغنطي، في حين زوجها حمل اللقب.
| الصورة | الاسم                      | الوالد                                         | الميلاد        | الزواج         | أصبحت أميرة                                      | توقف عن استخدام اللقب                | الوفاة         | الزوج         |
| ------ | -------------------------- | ---------------------------------------------- | -------------- | -------------- | ------------------------------------------------ | ------------------------------------ | -------------- | ------------- |
|        | انفانتا كارلوتا من إسبانيا | كارلوس الرابع ملك إسبانيا (بوربون)             | 25 أبريل 1775  | 8 مايو 1785    | 16 ديسمبر 1815 تركت استخدام اللقب أميرة البرازيل | 20 مارس 1816 أصبحت ملكة              | 7 ديسمبر 1830  | الأمير جواو   |
|        | ماريا ليوبولدينا من النمسا | فرانتس الأول، إمبراطور النمسا (هابسبورغ-لورين) | 22 يناير 1797  | 6 نوفمبر 1817  | 6 نوفمبر 1817                                    | 26 مارس 1826 أصبحت ملكة              | 11 ديسمبر 1826 | الأمير بيدرو  |
|        | أميلي من أورليان           | الأمير فيليب، كونت باريس (بوربون-أورليان)      | 28 سبتمبر 1865 | 22 مايو 1886   | 22 مايو 1886                                     | 19 أكتوبر 1889 أصبحت ملكة            | 25 أكتوبر 1951 | كارلوس الأول  |
| فخرياً  |                            |                                                |                |                |                                                  |                                      |                |               |
|        |                            |                                                |                |                |                                                  |                                      |                |               |
|        | نيفادا ستودي هايس          | جاكوب والتر ستودي                              | 21 أكتوبر 1885 | 26 سبتمبر 1917 | 26 سبتمبر 1917                                   | 21 فبراير 1920 إلغيت الملكية في 1910 | 11 يناير 1941  | الأمير أفونسو |